# Нага (самоуправляемая зона)
Нага (бирм. နာဂ ကိုယ်ပိုင်အုပ်ချုပ်ခွင့်ရ ဒေသ nàɡa̰ kòbàɪɴ ʔoʊʔtɕʰoʊʔ kʰwɪ̰ɴja̰ dèθa̰) — самоуправляемая зона в области Сикайн Мьянмы, где проживают одноимённая народность нага. Самоуправляемая зона делится на 3 уезда. Создана в 2008 году.